# Марюс Бурокас
Марюс Бурокас (нар. 30 квітня 1977 року у Вільнюсі) – литовський поет, літературний критик та перекладач з англійської мови.
Закінчив факультет литовської літератури Вільнюського університету. 2001 року був стипендіатом Міжнародної програми письма в Університеті Айови (США).
Його вірші публікують в литовській та закордонній пресі (зокрема фінській та російській). Свою першу поетичну збірку «Ідеограми» він опублікував 1999 року у Вільнюсі.  2005 року вийшла друком його друга збірка віршів – «Бусенос» (лит. Būsenos).
Він перекладає литовською мовою переважно американських письменників та поетів, зокрема таких авторів, як Чарльз Буковскі, Чарльз Сімік, В. С Мервін, Керрі Шон Кіз та Вуді Аллен.
З 1995 року співпрацює з такими літературними журналами, як «Nemunas», «Metai», «Literatūra ir menas». Викладав литовську мову. Наразі працює в рекламному агентстві. Мешкає у Вільнюсі.

## Публікації

### Збірки віршів
- Ідеограми (Вільнюс, 1999)[4]
- Būsenos (Вільнюс, 2005)[5][6]
- Išmokau nebūti (Вільнюс, 2011)[7]
- Švaraus buvimo (Вільнюс, 2018)

### Антології
- Вірші «Нові європейські поети» (Сент-Пол, Міннесота, 2008) в антології європейських поетів молодого покоління[8].

## Зовнішні посилання
- Марюс Бурокас. Вірші з видання "BŪSENOS" (2005)